# Richard Poore

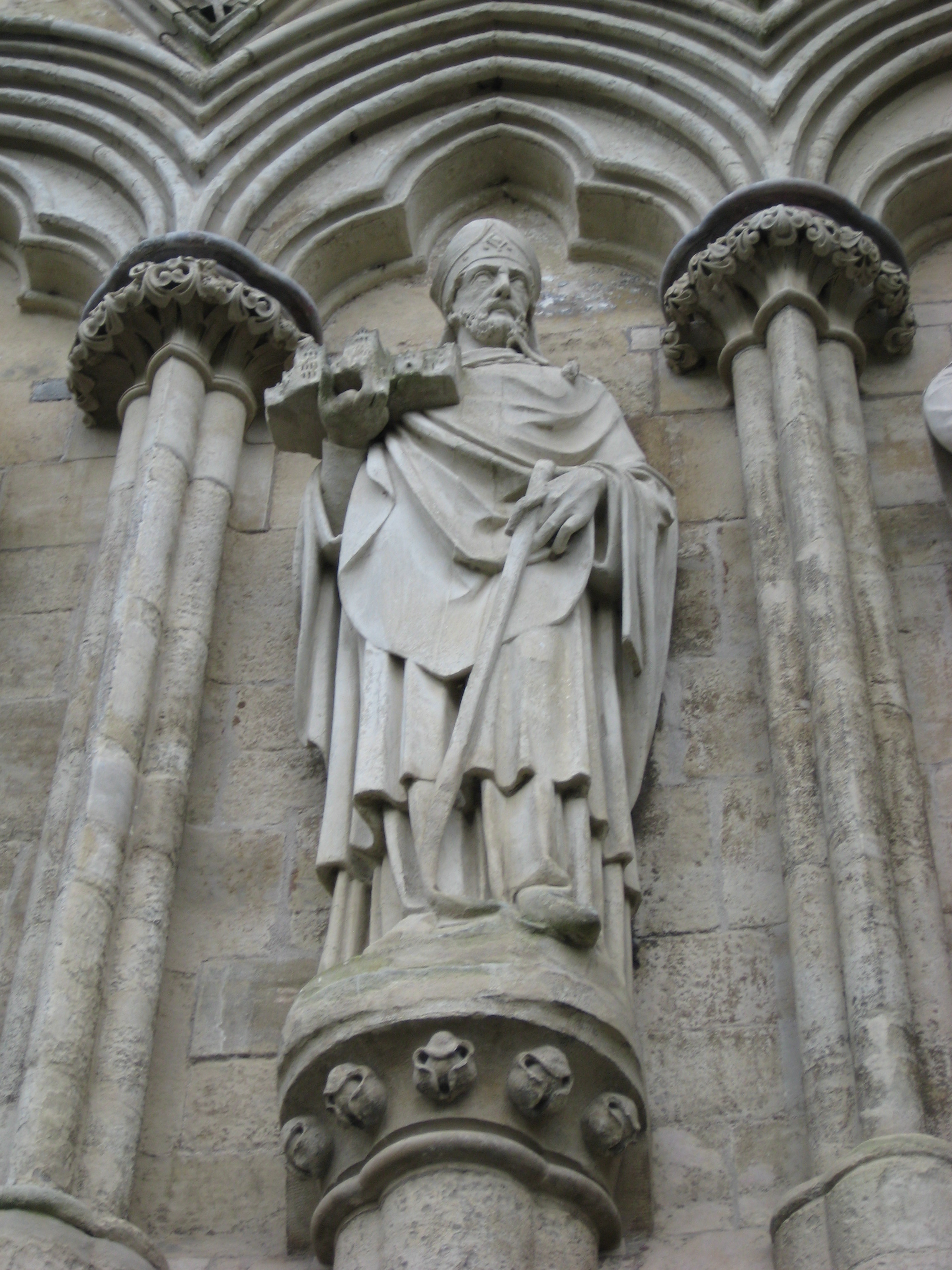
Statue von Richard Poore an der Kathedrale von Salisbury

Richard Poore (auch Poor, Poor oder Poer, latinisiert Ricardus Pauper, genannt auch Ric(h)ardus Anglicus; † 15. April 1237 in Tarrant Keyneston) war ein englischer Prälat. Ab 1215 war er Bischof von Chichester, ab 1217 Bischof von Salisbury. Während der Minderjährigkeit von König Heinrich III. gehörte er zu den führenden Mitgliedern der Regierung, doch vor allem wurde er als Kirchenreformer bekannt. 1228 wurde er Bischof von Durham.

## Herkunft und Ausbildung
Richard Poore war ein unehelicher Sohn von Richard of Ilchester, der gelegentlich auch Le Poer genannt wurde. Der Name von Richards Mutter und auch, wann er geboren wurde, ist nicht überliefert. Möglicherweise wurde Richard um 1150 geboren. Er hatte einen Bruder, Herbert Poor, der ebenfalls Geistlicher und 1194 Bischof von Salisbury wurde. Ihr Vater war spätestens ab 1156 königlicher Beamter und Richter, bis er 1173 Bischof von Winchester wurde. Richard erhielt eine geistliche Ausbildung und studierte an der Universität von Paris, wo Stephen Langton, der spätere Erzbischof von Canterbury, zu seinen Lehrern gehörte. Der Chronist Matthew Paris lobte Poore später als Mann von sowohl beispielloser Frömmigkeit wie auch von hoher Bildung. Poores Vater starb 1173, er hinterließ seinen Söhnen Besitzungen in Winchester, Hampshire und London.

## Karriere als Geistlicher während der Regierung von Johann Ohneland

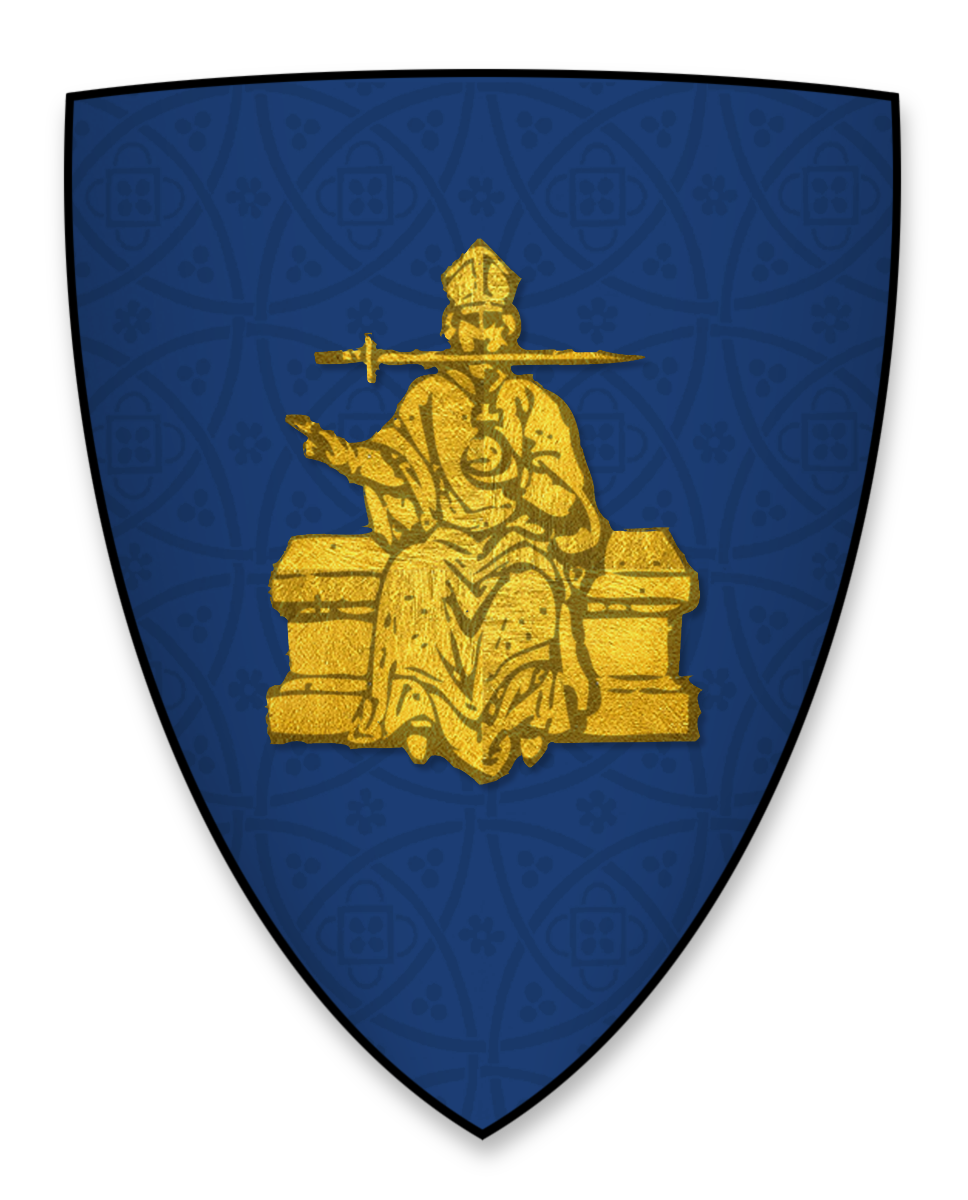
Wappen von Richard Poore als Bischof von Chichester bei der Besiegelung der Magna Carta 1215

Unterstützt von seinen Verwandten stieg Poore trotz seiner unehelichen Geburt spätestens ab den 1190er Jahren schnell in hohe kirchliche Ämter auf. Nachdem sein Bruder Herbert 1194 Bischof von Salisbury geworden war, wurde Richard bald Archidiakon von Dorset und 1197 Dekan von Salisbury. Dazu hielt er zwei Pfründen in Salisbury. Für seine Herkunft und seine Ämterhäufung erhielt er im Januar 1206 einen päpstlichen Dispens. 1204 war er auch einer der Kandidaten für die vakante Diözese Winchester, doch schließlich wurde auf Wunsch von König Johann Ohneland dessen Vertrauter Peter des Roches zum Bischof gewählt. Als Gegner des Königs ging Richard nach der Verhängung des Interdikts über England 1208 ins französische Exil. Er lehrte in Paris Theologie, ehe er nach Aufhebung des Interdikts 1213 nach England zurückkehren konnte. Durch das Interdikt waren mehrere englische Bistümer vakant geblieben, doch als Schüler Langtons hatte Richard nicht das Vertrauen des Königs und des Papstes, der durch die Übertragung Englands als Lehen an ihn zum Verbündeten des Königs geworden war. Der König und der Papst wünschten sich als Bischöfe für die vakanten Bistümer vor allem Kandidaten, die die Politik des Königs unterstützen würden. Zwar war Richard 1213 vom Kathedralpriorat der reichen Diözese Durham zum Bischof gewählt worden, doch musste er auf Druck des Papstes erneut zugunsten eines Kandidaten des Königs, John de Gray, auf die Wahl verzichten. Stattdessen wurde er Anfang 1215 zum Bischof von Chichester gewählt und bereits am 25. Januar 1215 in Reading zum Bischof geweiht.

## Bischof von Chichester
Kurz nach Poores Wahl kam es in England zur Rebellion der Barone gegen den König, die erst zur Anerkennung der Magna Carta und anschließend zum Ersten Krieg der Barone führte. Richard war einer der Zeugen der Anerkennung der Magna Carta durch den König, doch während des Bürgerkriegs nahm er im November 1215 zunächst am vierten Laterankonzil in Rom teil und unterstützte nach seiner Rückkehr letztlich den König. Kurz vor seinem Tod im Oktober 1216 ernannte der König ihn zu einem seiner Testamentsvollstrecker. Poore nahm nicht an der Krönung von Johanns minderjährigem Sohn Heinrich III. in Gloucester teil. Einen Monat später jedoch bezeugte er in Bristol die Anerkennung der Magna Carta durch den Regenten William Marshal und dem päpstlichen Legaten Guala Bicchieri.

## Bischof von Salisbury

### Wahl zum Bischof
Nach dem Tod seines Bruders Herbert veranlasste Legat Guala am 9. Mai 1217, dass Poore die Verwaltung von dessen Diözese Salisbury übernehmen sollte. Kurz darauf wurde Poore auch formell vom Kathedralkapitel zum neuen Bischof von Salisbury gewählt. Wenig später erfolgte die Bestätigung der Wahl durch den König und am 27. Juni wurden ihm die Temporalien übergeben.

### Unterstützer der Regierung
Im August 1217 war Poore zusammen mit den Bischöfen Jocelin of Wells und Peter des Roches bei der Schlacht von Sandwich anwesend, in der eine französische Flotte, die Verstärkungen nach England bringen sollte, entscheidend geschlagen wurde. Diese Schlacht entschied den Krieg der Barone zugunsten der königlichen Partei. Die Bischöfe sollen den Gefallenen, die für die Freiheit Englands gekämpft hatten, die Absolution erteilt haben. Von 1218 bis 1219 diente Poore als reisender Richter in Oxfordshire, Berkshire und Hampshire. In den folgenden Jahren stand Poore weiter im Dienst des minderjährigen Königs, für den ein Regentschaftsrat die Regierung führte. Als 1223 Peter des Roches, Earl Ranulf of Chester und Falkes de Bréauté ihren Einfluss im Regentschaftsrat verloren, wurden der Justiciar Hubert de Burgh, Jocelin of Wells und Poore mit Billigung von Erzbischof Stephen Langton zu Führern der neuen Regierung. Diese vier Männer waren für die Vertreibung von Bréauté und zahlreichen anderen Baronen verantwortlich, die sich 1223 geweigert hatten, die Autorität des jungen Königs anzuerkennen. Diesem war von Papst Honorius III. bestätigt worden, dass er zur Kontrolle der Regierung in der Lage sei und dass die Barone ihm die königlichen Burgen zurückgeben sollten. 1224 löste Poore Peter des Roches als Verwalter von Winchester, Portchester und Southampton ab. Ende 1224 erreichten Poore und seine Mitstreiter eine Aussöhnung mit ihren Gegnern, wobei sie vermutlich verhindern wollten, dass der Papst einen neuen päpstlichen Legaten für England ernannte. 1225 wurde Poore ermächtigt, einen der beiden Beamten des Schatzamtes zu ernennen, die für die Erhebung der Steuer des Fünfzehnten verantwortlich waren. Als er 1228 Bischof von Durham wurde, zog sich Poore von der Regierung und vom Königshof zurück. Als Peter des Roches 1232 nach England zurückkehrte und Hubert de Burgh stürzte, mussten sich Poore und Jocelin of Wells im Dezember 1232 für ihre Rolle bei der Erhebung des Fünfzehnten 1225 verantworten. Bis Februar 1234 waren er und Jocelin noch einmal im Schatzamt tätig, ehe sie sie sich wegen Konflikten mit Peter des Roches, der wenig später gestürzt wurde, wieder aus der Regierung zurückzogen.

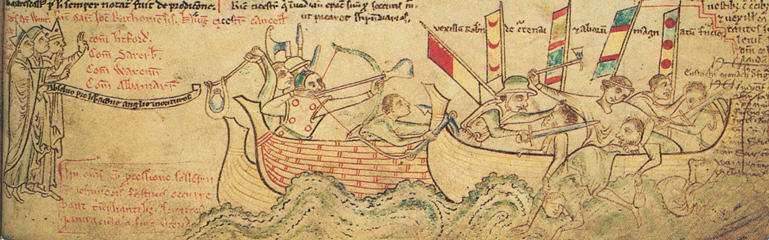
Bischof Richard Poore unterstützt zusammen mit den Bischöfen von Bath und Winchester die englische Flotte während der Schlacht von Sandwich

### Wirken als Kirchenreformer
Poore war nicht nur politisch tätig, sondern auch ein engagierter und reformorientierter Geistlicher. Noch vor seiner Wahl zum Bischof ließ er während seiner Tätigkeit in Salisbury das Institutio von Bischof Osmund von Sées vollenden, das die Aufgaben und Privilegien der Ämter des Kathedralkapitels von Salisbury beschreibt. Vermutlich erstellte er auch das Ordinale, ein Handbuch zur Feier von Gottesdiensten. Um 1210 schrieb Poore das Consuetudinarium, eine Ergänzung und ein Kommentar zum Institutio und zum Ordinale. Das Ordinale und das Consuetudinarium bildeten zusammen eine Anleitung für den Sarum-Usus. Diese Form des Gottesdienstes wurde von mehreren anderen englischen Diözesen übernommen und war deshalb im 13. Jahrhundert in England weitverbreitet. Der Sarum-Usus hatte noch lange Einfluss auf die weitere Gestaltung der Gottesdienste. Als Schüler von Stephen Langton betonte Poore auch die Bedeutung von Buße und Beichte. Er drängte in Frankreich Robert of Flamborough, der als Kanoniker in Paris lebte, sein Liber poenitentialis, eines der ersten Bußsummen, zu verfassen. Als Teilnehmer des Vierten Laterankonzils hatte Poore wesentlichen Anteil, die auf diesem Konzil beschlossenen Kirchenreformen in England zu verbreiten.
Dazu erwarb sich Poore einen guten Ruf als Richter in kirchlichen Streitfällen. 1214 wurde er vom Papst beauftragt, den Anspruch des Priors von Dunstable auf die Mitbestimmung bei der Wahl des Abtes von Bury St Edmunds zu entscheiden. Als Bischof von Chichester sollte er Konflikte in der Diözese Salisbury lösen, und als Bischof von Salisbury musste er über zahlreiche Streitfälle innerhalb der Diözese entscheiden. Auch außerhalb der Diözese war er als Richter tätig, beispielsweise im Konflikt zwischen dem Konvent von Coventry und dem Kathedralpriorat von Lichfield über das Recht zur Wahl des Bischofs von Lichfield und Coventry.

### Tätigkeit als Bischof von Salisbury
Als Bischof von Salisbury setzte sich Poore wie viele andere damalige Prälaten für eine Reform der Kirche ein. Dabei erwies sich Poore nicht nur als gebildeter Theologe und engagierter Seelsorger, sondern auch als fähiger Verwalter. 1219 erließ er ausführliche Regeln für Abingdon Abbey, und zwischen 1217 und 1219 erließ er die vermutlich ersten Diözesanstatuten in England. Diese Regeln, die später noch erweitert wurden, betonen die Bedeutung der Buße, regelten aber auch die Ausbildung und das Verhalten der Geistlichen. Sie dienten als Vorbild für die Statuten zahlreicher anderer englischer Diözesen einschließlich der Erzbistümer Canterbury und York. Dazu ordnete Poore eine Erfassung der kirchlichen Besitzungen an, womit er die Grundlage für die Aufteilung der Besitzungen in die des Bischofs und die des Kathedralkapitels legte.

### Beginn des Baus der Kathedrale von Salisbury

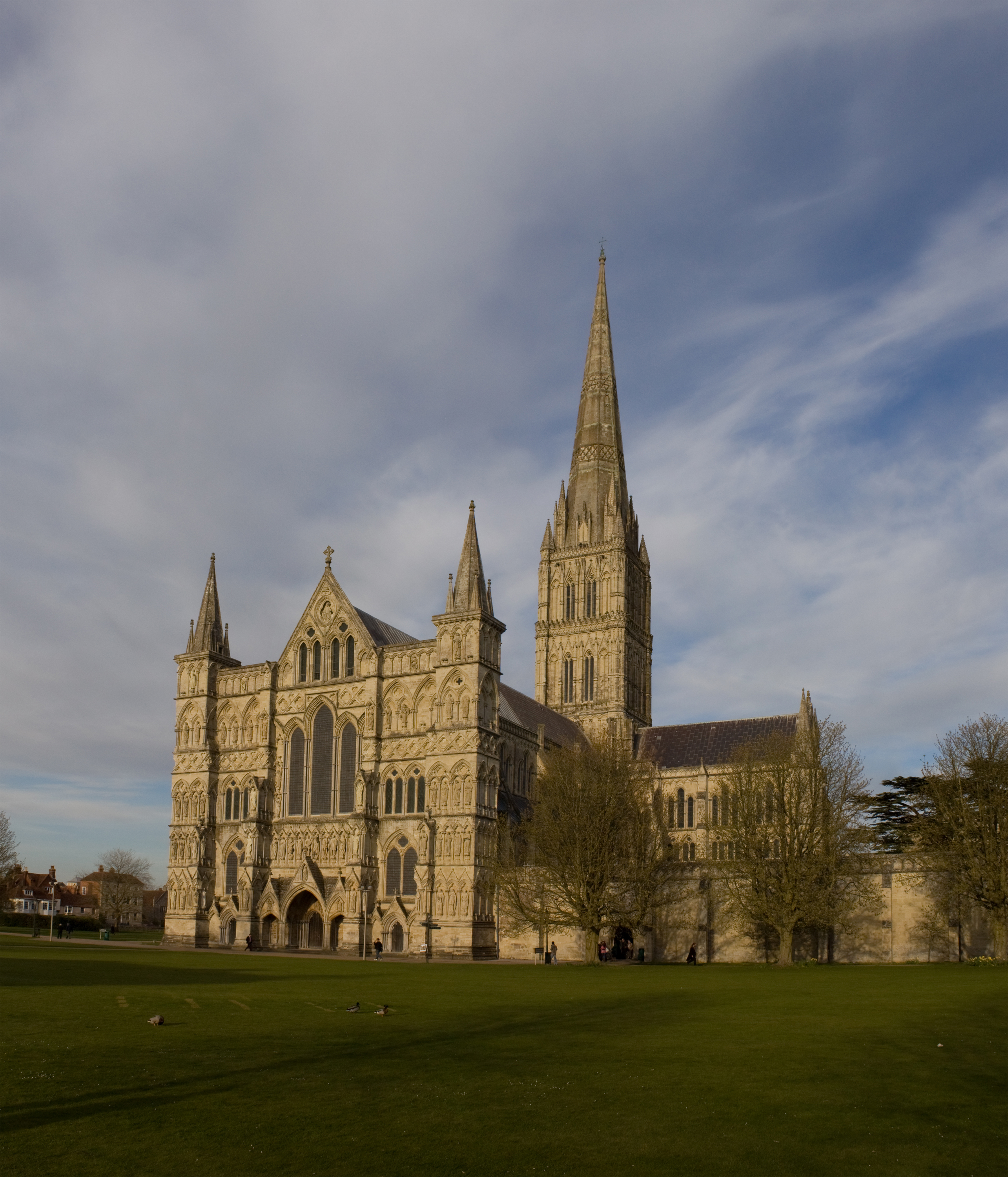
Die von Poore begonnene Kathedrale von Salisbury

Nachdem bereits sein Bruder Herbert eine Verlegung des Bischofssitzes geplant hatte, erhielt Poore 1217 von Papst Honorius III. die Erlaubnis, den Bischofssitz zu verlegen und anstelle der kleinen und beengt gelegenen Kathedrale von Old Sarum drei Kilometer südlich eine neue Kathedrale von Salisbury zu bauen. Für diesen Bau konnte er am 28. April 1220 den Grundstein legen. Poore war die treibende Kraft für die Errichtung der Kirche, die sich durch ihre relative Schlichtheit wesentlich von anderen damaligen Kathedralen, wie beispielsweise der Kathedrale von Lincoln unterscheidet. Der Grundriss entsprach den Anforderungen, die der Sarum-Usus für Prozessionen stellte. Auch die Ausschmückung der Lady Chapel wurde durch den Sarum-Usus bestimmt. Die Kathedrale gilt als Hauptwerk des Early English Style. 1225 wurde der östliche Teil der Kathedrale geweiht, und bereits 1266, keine dreißig Jahre nach Poores Tod wurde der Bau vollendet.

### Förderung der Heiligenverehrung
1218 war Poore bei der Überführung der Reliquien des heiligen Wulfstan in der Kathedrale von Worcester und 1220 bei der Überführung der Reliquien des heiligen Thomas in der Kathedrale von Canterbury zugegen gewesen. Bei der geheimen Überprüfung der Gebeine des heiligen Thomas durfte er als einziger Bischof seinen ehemaligen Lehrer Stephen Langton, den Erzbischof von Canterbury unterstützen. An der Überführung der Gebeine des heiligen Thomas waren noch zwei weitere Kanoniker aus Salisbury führend beteiligt, von denen Elias of Dereham wohl den Schrein für den Heiligen entworfen hatte. Angeregt durch diese Vorbilder begann Poore die Verehrung von lokalen Heiligen in Salisbury zu fördern. 1226 ließ er die Gräber von Osmund von Sées, Roger und Jocelin de Bohun, der ersten drei Bischöfe von Salisbury, von Old Sarum in die neue Kathedrale verlegen. Im Juli 1228 beantragte er bei Papst Gregor IX. die Kanonisation von Osmund, des ersten Bischofs von Salisbury. Das Grab von Osmund wurde in der Folge zum Ziel einer volkstümlichen Verehrung, doch trotz Poores Bestrebungen erfolgte die offizielle Heiligsprechung erst nach über 200 Jahren 1457.

## Bischof von Durham
Am 9. Mai 1228 wurde Poore erneut zum Bischof von Durham gewählt. In Durham war nach dem Tod von Richard Marsh 1226 keine Wahl eines neuen Bischofs bestätigt worden. Marsh war wegen des Anspruchs, als Bischof eine Visitation des Kathedralpriorats von Durham durchführen zu können, mit diesem zutiefst zerstritten gewesen. Wie bereits zwischen 1220 und 1223 hatten die Mönche des Kathedralpriorats deswegen 1226 erneut an den Papst appelliert. Poore wurde deshalb von einer Delegation des Kathedralpriorats am Papsthof gewählt. Bereits am 14. Mai 1228 erfolgte die Bestätigung der Wahl durch Papst Gregor IX. Am 22. Juli 1228 wurden Poore die Temporalien der reichen Diözese Durham übergeben, und am 4. September 1228 wurde er in der Kathedrale von Durham inthronisiert. Fast unmittelbar nach seiner Ankunft in Durham versuchte Poore den Konflikt mit dem Kathedralpriorat zu lösen. 1228 entwarf er eine Le Convenit genannte Vereinbarung, in der er den Mönchen die freie Wahl ihres Priors und zahlreiche andere Rechte und Privilegien zugestand. Im Gegensatz dazu erneuerte er den Anspruch der Bischöfe auf das Recht einer Visitation. Diese Vereinbarung wurde von den Mönchen akzeptiert. Obwohl sie sehr detailliert geschrieben worden war und selbst strittige Fragen wie die Rechte an gestrandeten Schiffen oder den Zugang zu Wasserquellen über bischöflichem Grund regelte, konnte sie dennoch nicht alle Streitfragen lösen. Die Vereinbarung blieb aber bis zur Auflösung des Kathedralpriorats im 16. Jahrhundert die Grundlage für die Ansprüche der Mönche gegenüber den Bischöfen von Durham. Obwohl also die Streitigkeiten zwischen Mönchen und Bischof andauerten, konnte Poore noch weitere Streitfragen, wie die konkurrierenden Ansprüche des Kathedralpriorats und des Archidiakons von Durham auf Patronatsrechte an mehreren Kirchen lösen. Dazu erwies sich Poore auch als Bischof von Durham als engagierter und gewissenhafter Seelsorger. Nach dem Vorbild seiner Statuten von Salisbury erließ er erweiterte Statuten für die Diözese Durham. Für die Kathedrale von Durham ließ er Pläne für die Kapelle der neun Altäre entwerfen, die den Chor der Kathedrale im Osten abschließt. Die Kapelle wurde zwar erst nach Poores Tod ab 1242 erbaut, doch ihre Architektur wurde klar von der Kathedrale von Salisbury beeinflusst. Als kirchlicher Richter schlichtete er 1235 zusammen mit dem königlichen Richter William Raleigh einen Streit zwischen Bischof Jocelin von Bath und Wells und den Rittern Thomas Maudut und Nicholas Avenel über die Recht an einer Pfründe an der Kathedrale von Wells. Noch 1237 war er erneut Zeuge der Bestätigung der Magna Carta durch den König. Poore starb auf dem bischöflichen Gut Tarrant Keyneston in Dorset. Gelegentlich wird behauptet, dass er in Durham oder in Salisbury begraben wurde, doch vermutlich wurde er seinem Wunsch gemäß auf dem Kirchhof von Tarrant Keyneston oder in der von ihm gegründeten Zisterzienserinnenabtei Tarrant beigesetzt.